# Анвар аль-Авлаки
Анвар аль-Авлаки (араб. أنور العولقي‎, англ. Anwar al-Awlaki; 22 апреля 1971, Лас-Крусес, Нью-Мексико, США — 30 сентября 2011, Йемен) —  американо-йеменский исламский проповедник и джихадист, убитый в 2011 году в Йемене в результате удара беспилотника правительства США по приказу президента США Барака Обамы. Аль-Авлаки стал первым гражданином США, который стал целью и был убит в результате удара беспилотника правительства США. Сын йеменских студентов, учившихся в США. Стал известен своими проповедями в Интернете в поддержку действий радикальных исламистских групп, в том числе, Аль-Каиды. Считался идеологическим лидером Аль-Каиды на Аравийском полуострове.

## Биография
Родился в США в семье студентов-выходцев из Северного Йемена, урождённый гражданин США. В возрасте 7 лет вернулся с родителями в Йемен, где его отец был министром сельского хозяйства. Учился на инженера в Колорадском университете по студенческой визе, скрыв наличие гражданства и место рождения.
Аль-Авлаки был под большим впечатлением от трудов исламского интеллектуала Саида Кутба, умершего ещё до его рождения.
Безупречно владел английским языком, чем активно пользовался для агитации мусульманской молодёжи стран Евросоюза и Америки на борьбу с государствами, участвующими в войне «против ислама».
В 2000 году в Сан-Диего Авлаки имел близкие отношения с Халидом аль-Михдаром и Навафом аль-Хазми (исполнители терактов 11 сентября 2001 года, двое из угонщиков, захвативших рейс American Airlines 77, врезавшийся в здание Пентагона). Михдар и Хазми посещали мечеть, которой руководил Авлаки, и слушали его проповеди.
С января 2001 года работал в мечети Дар эль-Хижра в районе Вашингтона (округ Колумбия). В начале апреля эту мечеть посещали Мухаммед Атта (возглавлял всю группу исполнителей терактов 11 сентября, пилотировал захваченный рейс American Airlines 11, протаранил Северную башню Всемирного торгового центра) и Марван аш-Шеххи (пилотировал захваченный рейс United Airlines 175, протаранил Южную башню ВТЦ). В том же месяце проповеди Авлаки в этой мечети посещали Наваф аль-Хазми и Хени Хенджор (пилотировал захваченный рейс 77, протаранил здание Пентагона). Комиссия 9/11 считает, что двое угонщиков 11 сентября уважали Авлаки, как религиозного деятеля.
ФБР также считает, что именно Авлаки в мае 2001 года поручил Эйяду аль-Рабабаху (уроженец Иордании, компьютерный мастер, проходивший по делу о терактах 11 сентября в качестве свидеиеля) помочь четверым будущим угонщикам Навафу аль-Хазми, Хени Хенджору, Маджеду Мокиду (один из захватчиков рейса 77) и Ахмеду аль-Гамди (один из захватчиков рейса 175) переехать из города Фэрфакс (штат Вирджиния) в Фэрфилд (штат Коннектикут), а затем в Уэст-Патерсон (штат Нью-Джерси).
Осенью 2010 года власти США объявили Анвара аль-Авлаки «террористом номер один», которым до этого считался Усама бен Ладен. Был включён в составленный ЦРУ список лиц, которые подлежат немедленной ликвидации, так как представляют собой особую угрозу для интересов США.
В январе 2015 года появилось сообщение, что аль-Авлаки встречался с одним из братьев Куаши, устроивших нападение на редакцию журнала «Charlie Hebdo», и якобы план нападения разработал сам аль-Авлаки.

## Семья
Имел пятерых детей — трёх мальчиков и двух девочек. По состоянию на ноябрь 2009 года все они, а также его жена, находились в Сане вместе с его отцом Насером аль-Авлаки.

## Смерть
По утверждениям представителей властей Йемена, 30 сентября 2011 года был убит в ходе боя боевиков Аль-Каиды на Аравийском полуострове с правительственными войсками. По другой версии, погиб в результате удара американского беспилотного бомбардировщика. Вскоре его смерть официально подтвердил президент США Барак Обама.
Вместе с ним погиб редактор журнала «Inspire» Самир Хан. 11 октября Аль-Каида подтвердила смерть аль-Авлаки.